# Ante Miličić
Ante Miličić (Sydney, 4 april 1974) is een Australisch voormalig voetballer en huidig voetbaltrainer van Kroatische afkomst.
Miličić speelde meermaals voor Sydney United en speelde in Europa voor NAC en NK Rijeka. Hij speelde zes interlands voor het Australisch voetbalelftal, waarin hij zes doelpunten maakte. Met Australië won hij de OFC Nations Cup 2004.

## Erelijst
Australië
- OFC Nations Cup: 2004

 Sydney Olympic
- National Soccer League: 2001/02

 Trinity Grammar 4th XI
- Cassen Cup- Most Outstanding Opens Team: 2009

Persoonlijk
- Joe Marston Medal: 2001–2002 with Sydney Olympic
- Johnny Warren Medal: 2003–2004 with Parramatta Power
- Topscorer National Soccer League: 2003/04 (met Parramatta Power – 20 doelpunten)